# Mauro Rodríguez
Mauro Rodríguez, vollständiger Name Mauro Andrés Rodríguez Bertoldi, (* 11. Januar 1990 in Montevideo) ist ein uruguayischer Fußballspieler.

## Karriere
Der 1,85 Meter große Offensivakteur Rodríguez gehörte zu Beginn seiner Karriere von Mitte 2009 bis Ende Juli 2010 der Reservemannschaft (Formativas) von River Plate Montevideo an. Anschließend wurde er bis Ende Juli 2012 an Juventud ausgeliehen. Für den Klub aus Las Piedras bestritt er saisonübergreifend 29 Partien in der Segunda División und schoss vier Tore. In der Saison 2012/13 war Boston River sein Arbeitgeber. Anfang August 2013 verpflichtete ihn der Club Oriental de Football. Von dort wechselte er Anfang Januar 2014 zum nicaraguanischen Klub Real Estelí, für den er 16 Spiele in der Primera División absolvierte und sieben Treffer erzielte. Mitte Februar 2015 kehrte er zum Club Oriental de Football zurück. Dort wurde er in der Saison 2015/16 in sechs Zweitligapartien (kein Tor) eingesetzt.